# 앨릭스 아사모아
알렉산더 오비리 아사모아 지마(Alexander Obiri Asamoah Gyimah, 1988년 8월 28일 ~ )는 흔히 앨릭스 아사모아로 불리는 가나 출신의 축구 선수이다. K리그 시절 등록명은 알렉스였다.

## 클럽 경력
2005년 12월 7일에 베레쿰 아스날에서 2년 계약에 합의하며 아샨티 골드 SC로 이적하였고, 2009년 1월 17일에 아산테 코토코로 이적하였다. 이후 2010년 3월 17일 K리그의 경남 FC에 이적하였다.

## 대표팀 경력
2008년 12월 4일 가나 대표팀으로부터 처음 부름을 받았다.

## 수상

### 클럽
- 아산테 코토코
  - 가나 프리미어 리그 : 2009

### 개인
- 아산테 코토코
  - 가나 프리미어 리그 득점왕 : 2009